# ژوزف داویدویتس

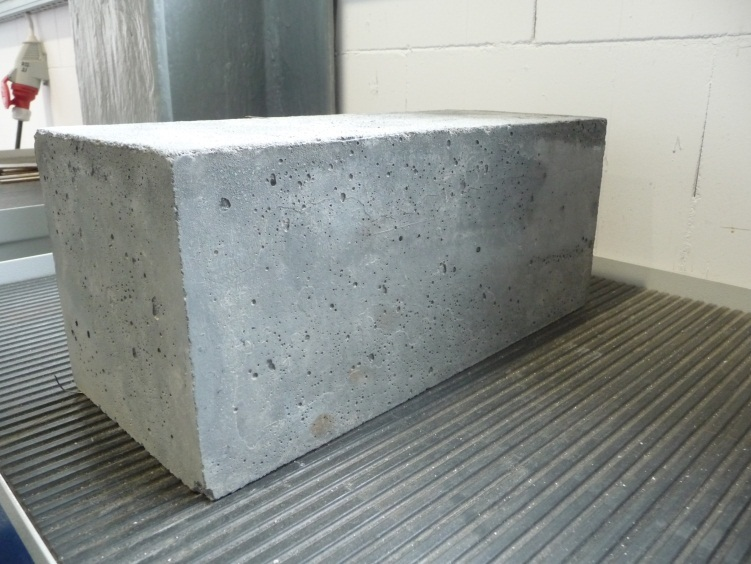
سنگ مواد سازنده اهرام مصر

پروفسور Joseph Davidovits متولد ۱۹۳۵ یک محقق فرانسوی است که بر روی علم مواد تحقیق می‌کند که بیشتر به خاطر یافته مواد سازنده اهرام مصر مشهور است.

## نحوه ساخت اهرام مصر
در شماره منتشر شده خود به تاریخ (December 1, 2006) روزنامه تایمز آمریکایی خبری علمی منتشر کرد که در آن تأکید می‌کند، فراعنه از گِل برای ساخت اهرام استفاده نمودند. این تحقیق آمریکایی فرانسوی همچنین می‌افزاید، سنگ‌هایی که اهرام از آن‌ها ساخته شده‌اند، ابتدا در قالب‌هایی چوبی ریخته شده‌اند سپس با کمک حرارت معالجه شده‌اند تا اینکه شکل طبیعی به خود گرفتند.

دانشمندان همچنین می‌گویند فراعنه در علم شیمی و دستکاری گِل به تخصص بالایی دست یافتند. البته آن‌ها شیوه‌های سری خود را در خفا نگه داشتند و به هیچ فردی اجازه اطلاع از آن‌ها را نمی‌دادند و حتی بر روی نوشته‌های بجا مانده از آن روزگار نیز چیزی از این علم از خود به یادگار نگذاشتند. پروفسور Hug Gilles و پروفسور Michel Barsoum تأکید می‌کنند که هرم بزرگ در جیزه (شهری در مصر) از دو نوع سنگ ساخته شده‌اند، سنگ‌های طبیعی و سنگ‌های مصنوعی با دست

و در بحثی که مجلهٔ Journal of the American Ceramic Society آن را منتشر کرد تأکید شده‌است که فراعنه از گِل Slurry برای ساخت برج‌های مرتفع به شکل عام و ساخت اهرام بشکل خاص استفاده می‌کردند. زیرا غیرممکن است که انسان سنگ‌هایی به وزن هزران کیلوگرم را به ارتفاع بالا جا به جا کند؛ و این امر سبب شد که آن‌ها از سنگ‌های طبیعی برا ی ساخت قاعده هرم و از سنگ‌های مصنوعی برای ساخت قلهٔ آن بهره بگیرند.
در آن زمان گِل آهک حرارت داده شده را با نمک ترکیب می‌دادند و سپس آب آن را تبخیر می‌کردند تا بدینوسیله ترکیبی گِلی clay-like mixture بدست آید. سپس آن را با قالب‌های چوبی حمل می‌کردند و در جای مخصوص آن در هرم می‌ریختند.

پروفسور Davidovits سنگ‌های هرم بزرگ را با استفاده از میکروسکوب الکترونی مورد مطالعه قرار داد و آثاری از واکنش‌های سریع در آن یافت که نشان می‌دهد این سنگ‌ها از گل ساخته شده‌اند و با اینکه زمین شناسان تا قبل از این قادر به تشخیص بین سنگ‌های طبیعی و سنگ‌های مصنوعی که با این شیوه ساخته شده بودند را نداشتند، اما امروزه و با استفاده از میکروسکوب الکترونیکی این کار امکان‌پذیر شده است؛ و پروفسور توانست در مدت ۱۰ روز سنگی بزرگ را به همین شیوه بسازد

همانطور دانشمند بلژیکی Guy Demortier که برای مدت طولانی در این امر شک داشت، می‌گوید: بعد از سال‌ها تحقیق و بررسی امروز یقین دارم که اهرام موجود در مصر از گِل ساخته شده‌اند.

برای ساخت اهرام چیزی در حدود سه میلیون سنگ به کار رفته است، باستان شناسان مصری ابتدا دلایل علمی جدید را انکار می‌کردند و ادعا داشند که مصری‌ها قادر به حمل میلیون‌ها سنگ بودند که وزن بعضی از آن‌ها به پنج یا شش هزار کیلوگرم می‌رسد. (منتشر شده در روزنامه تایمز)

پروفسور فرانسوی Joseph Davidovits و در مدت بیست سال به تحقیقات فراوانی پرداخت و کشف کرد که اهرام مصر از گِل ساخته شده‌اند (مخصوصا قسمت‌های بالای هرم که حمل سنگ‌ها به آنجا مشکل بود)

## فیلم‌های مربوطه
فیلمی ۵ دقیقه‌ای از ساخت گل توسط پروفسور
فیلم مصاحبه کامل حدود یک ساعت